# Инаркой
Инарко́й (кабард.-черк. Инэркъуей) — село в Терском районе республики Кабардино-Балкария.
Образует муниципальное образование сельское поселение Инаркой как единственный населённый пункт в его составе.

## География

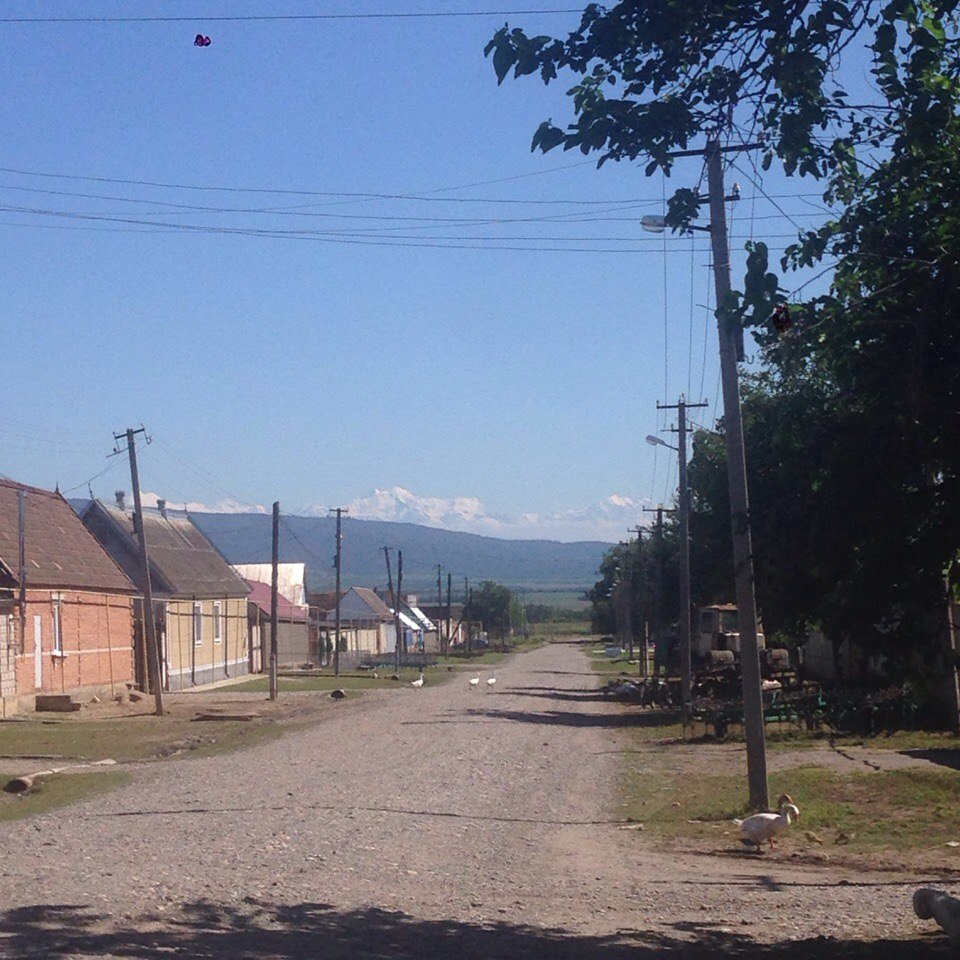
Вид на Кабардино-Сунженский хребет из села

Селение находится в юго-восточной части Терского района, на правом берегу реки Курп. Находится в 20 км к востоку от районного центра Терек и в 77 км от города Нальчик. К востоку от села проходит административная граница между Кабардино-Балкарией и Северной Осетией.
Площадь территории сельского поселения составляет — 44,45 км2. Основную часть площади занимают сельскохозяйственные угодья.
Граничит с землями населённых пунктов: Верхний Курп на юге, Верхний Акбаш и Заводское на западе, Нижний Курп на северо-востоке, а также с сёлами Хурикау и Кусово Северной Осетии на востоке.
Населённый пункт расположен на наклонной Кабардинской равнине у северного отрога Кабардино-Сунженского хребта, в предгорной зоне республики. Средние высоты на территории села составляют 345 метров над уровнем моря. Рельеф местности неоднороден: к западу от села тянутся предгорные наклонные равнины, а с юга, востока и севера окружён Кабардино-Сунженским и Терским хребтами. К востоку от села расположена одна из высших точек Терского района — гора Арик-Папца.
К востоку от села расположен Верхне-Курпский государственный заказник. А также урочища — Кочийнаф, Гучисоко, Боштуко, Фоко-Тлег и другие. У юго-восточной окраины села расположена платообразная возвышенность — Ошхатих (кабард.-черк. Iуащхьэтыхь).
Гидрографическая сеть представлена в основном реками Курп и Курпуг (Сухой Курп), которые сливаются у восточной окраины села. Местность богата выходами родниковых вод в пониженных балках.
Климат влажный умеренный с тёплым летом и прохладной зимой. Среднегодовая температура воздуха составляет около +10,0°С, и колеблется от средних +22,0°С в июле, до средних −3,0°С в январе. Минимальные температуры зимой редко отпускаются ниже −10°С, летом максимальные температуры достигают +35°С. Среднегодовое количество осадков составляет около 670 мм. Основная часть осадков выпадает в период с апреля по июнь. Основные ветры — северо-западные. Несмотря на относительно небольшие высоты окрестных хребтов, они задерживают суховеи, часто дующие из территории Прикаспийской низменности в конце лета.

## История
Первые упоминания об аулах Инароковых встречаются в русских архивных документах XVII века. В начале XIX века из-за карательных экспедиций русских войск в Малую Кабарду, аулы Инароковых отступили к северным отрогам Кабардино-Сунженского хребта.
После завершения Кавказской войны, сохранившиеся аулы Инароковых были объединены в одно поселение. Однако в ходе мухаджирства население объединённого аула резко сократилось.
В 1920 году, с окончательным установлением советской власти в Кабарде, решением ревкома Нальчикского округа, Инароково как и все другие кабардинские поселения было переименовано из-за присутствия в их названиях княжеских и дворянских фамилий. В результате село получило новое название — Курп.
Во время Великой Отечественной войны, в конце ноября 1942 года село было оккупировано немецкими войсками. В декабре того же года к северо-востоку от села произошёл один из самых кровопролитных боёв на территории КБР — Битва за Курпские высоты. В ходе этого сражения наступления немецких войск были приостановлены и началось масштабное освобождение территории КБАССР от фашистских захватчиков. В память о павших в боях при освобождении села и сельчан погибших на фронтах войны, в селе установлены памятники. Битве за Курпские высоты, посвящены несколько выставок в различных военно-исторических музеях страны.
В 1993 году по просьбе местных жителей, селу возвращено его историческое название — Инаркой.
Ныне Инаркой практически слился с выше лежащим селением Верхний Курп, и фактически представляют собой один населённый пункт.

## Население
| 2002  | 2010  | 2012  | 2013  | 2014  | 2015  | 2016  |
| ----- | ----- | ----- | ----- | ----- | ----- | ----- |
| 1590  | ↘1512 | ↘1505 | ↗1515 | ↘1488 | ↘1469 | ↘1460 |
| 2017  | 2018  | 2019  | 2020  | 2021  | 2023  | 2024  |
| ↗1463 | →1463 | ↗1466 | ↗1470 | ↗1497 | ↗1500 | ↗1506 |
| 2025  |       |       |       |       |       |       |
| ↘1498 |       |       |       |       |       |       |

Плотность — 33.7 чел./км2.
Национальный состав
По данным Всероссийской переписи населения 2010 года:
| Народ      | Численность, чел. | Доля от всего населения, % |
| ---------- | ----------------- | -------------------------- |
| кабардинцы | 1 501             | 99,3 %                     |
| другие     | 11                | 0,7 %                      |
| всего      | 1 512             | 100 %                      |

По данным Всероссийской переписи населения 2021 года:
| Народ               | Численность, чел. | Доля от всего населения, % |
| ------------------- | ----------------- | -------------------------- |
| кабардинцы          | 1 481             | 98,93 %                    |
| другие / не указано | 16                | 1,07 %                     |
| всего               | 1 497             | 100,0 %                    |

Поло-возрастной состав
По данным Всероссийской переписи населения 2010 года:
| Возраст     | Мужчины, чел. | Женщины, чел. | Общая численность, чел. | Доля от всего населения, % |
| ----------- | ------------- | ------------- | ----------------------- | -------------------------- |
| 0 — 14 лет  | 165           | 143           | 308                     | 20,4 %                     |
| 15 — 59 лет | 512           | 483           | 995                     | 65,8 %                     |
| от 60 лет   | 67            | 142           | 209                     | 13,8 %                     |
| Всего       | 744           | 768           | 1 512                   | 100,0 %                    |

Мужчины — 744 чел. (49,2 %). Женщины — 768 чел. (50,8 %).
Средний возраст населения — 34,1 лет. Медианный возраст населения — 31,4 лет.
Средний возраст мужчин — 32,0 лет. Медианный возраст мужчин — 30,3 лет.
Средний возраст женщин — 36,2 лет. Медианный возраст женщин — 32,7 лет.

## Местное самоуправление
Структуру органов местного самоуправления сельского поселения составляют:
- Глава сельского поселения — Куашев Владимир Батиевич.
- Администрация сельского поселения Инаркой — состоит из 5 человек.
- Совет местного самоуправления сельского поселения Инаркой — состоит из 12 депутатов.

Адрес администрации сельского поселения — село Инаркой, ул. Дышекова, № 10.

## Образование
- Средняя общеобразовательная школа № 1 — ул. Дышекова, 8.
- Начальная школа детский сад № 1 — ул. Ленина, 35.

## Здравоохранение
- Участковая больница — ул. Дышекова, 10а.

## Культура
- Дом культуры

Общественно-политические организации:
- Адыгэ Хасэ
- Совет ветеранов труда и войны

## Ислам
В селе действует одна мечеть.

## Экономика
Основу экономики села составляет сельское хозяйство. Наибольшее развитие получили выращивание сельскохозяйственных технических культур. В северо-восточной части сельского поселения ранее добывалась нефть, месторождение которого ныне зарезервирована.

## Улицы
Улицы:

| 317 Дивизии  |
| Гетажаева    |
| Дышекова     |
| Кабардинская |

| Ленина    |
| Надречная |
| Нижняя    |
| Советская |

| Терская     |
| Учительская |
| Хибиева     |

Переулки:

| Мирный     |
| Молодёжный |

| Рабочий   |
| Солнечный |

| Степной |
| Южный   |